# امامزاده سید تاج الدین پرور
امامزاده سید تاج‌الدین مربوط به دوره سلجوقیان - دوران‌های تاریخی پس از اسلام است و در شهرستان مهدی‌شهر، روستای پرور واقع شده و این اثر در تاریخ ۵ آذر ۱۳۸۰ با شمارهٔ ثبت ۴۴۳۰ به‌عنوان یکی از آثار ملی ایران به ثبت رسیده‌است.

## تاریخ
سید تاج‌الدین از خاندان سادات عمادی مازندرانی، نوهٔ میر عمادالدین و برادرزادهٔ سید عزالدین حسن می‌باشد. میر عمادالدین پایه‌گذار فرمانروایی خاندان عمادی مازندرانی بر هزارجریب در روستای وری که مرکز فرمانروایی‌اش بود در گذشت. پس از او نه بزرگترین پسرش جبرئیل، بلکه سید عزالدین حسن که در زمان مرگ میر عمادالدین در سپاه تیمور لنگ مشغول خدمت بود با حکم تیمور به فرمانروایی هزارجریب رسید. در دورهٔ بعد میان فرزند جبرئیل (امامزاده سید تاج‌الدین) و فرزند سید عزالدین حسن یعنی «سید رضی‌الدین» زد و خوردی ایجاد شد که با میانجی‌گری مرعشیان حل شد. این زد و خورد زمانی روی داد که سید تاج‌الدین که به دستور شاهرخ‌شاه برای تحصیل فقه به هرات فرستاده شده بود پس از ۷ سال زندگی در هرات با میناجی‌گری شهبانوی خوشنام گوهرشاد اجازهٔ بازگشت یافت و به پرور مراجعت کرده مشاهده نمود پسر عمویش رضی‌الدین دارایی او را تصاحب نموده‌است. در دو سوی، سپاهی گرد آمد و جنگی درگرفت که کشته شدن چند تن را نیز در پی داشت. سرانجام همان‌طور که گفته آمد با میانجی‌گری مرعشیان مسئله حل شد.

دربارهٔ چگونگی فرستاده شدن سید تاج‌الدین به هرات در کتاب سوت و ناجش چنین می‌خوانیم: 
«سید تاج‌الدین پرور را مرکز حکومت خود قرار داد. مقبرهٔ وی که از بناهای دورهٔ ایلخانی است، در پرور قرار دارد. ضریح نفیس این حاکم مذهبی که کار عبدالشاه شرف سمنانی است، در سازمان میراث فرهنگی، صنایع دستی و گردشگری استان سمنان نگهداری می‌شود.
در کتاب تاریخ مازندران نوشتهٔ اسماعیل مهجوری و نسخهٔ خطی شجره‌الامجاد آمده‌است: روزی شاهرخ‌شاه و امیرانش هنگام غسل در این گرمابه (حمام پرور) مشاهده کردند مردم پرور طبق آیین شیعیان در آنجا غسل می‌کنند از این رو سید تاج‌الدین بدستور شاهرخ‌شاه به هرات تبعید شد. از خویشان و یاران هیکویی سید تاج‌الدین چندین نفر در آن هجرت اجباری آنان را همراهی کردند. آنان هفت سال در هرات ماندند. سه سال در هرات قحطی شده بود چندانکه سر یک الاغ را به صد شاهی می‌فروختند. سرانجام با وساطت و اجازهٔ بانو گوهرشاد (همسر شاهرخ‌شاه) به خانهٔ خود بازگشتند، وقتی به دامغان رسیدند، سادات و پیروان سید پس از آگاه شدن با نقاره و علم به پیشواز او و همراهان رفتند و با احترام و شکوه آنان را به شهر بردند.

سید پس از رسیدن به وطن خویش پرور چون املاک خود را در تصرف «سید رضی‌الدین» دید در صدد مطالبه برآمد و طلب اجرت‌المثل هفت سال و چهار ماه را از «میر رضی‌الدین» کرد.»

## ویژگی‌های آرامگاه و بنا
این مقبره در پرور قرار دارد. این بنای خشتی که مربوط به دورهٔ ایلخانیان می‌باشد. از دو اتاقک متصل به هم یکی با پلان شش‌گوش و دیگری با پلان مربع ساخته شده‌است. بر فراز هر اتاق دو گنبد کاسه‌ای به چشم می‌خورد که اگر چه دست روزگار آسیب‌هایی بر آن زده، اما هنوز زیبایی و لطف خود را حفظ کرده‌است. بنای اصلی مقبره (شش‌گوش) مربوط به دورهٔ ایلخانیان و بقیهٔ بنا (چهارگوش) در دوره‌های بعد به آن الحاق شده‌است. ورودی مقبره از دالانی است که متصل به اتاقک چهارگوش می‌باشد. نور داخل مقبره را چهار پنجره کوچک تأمین می‌کند. ضریح داخل مقبره سید تاج الدّین که کاری است نفیس و گران‌بها، هم‌اکنون در سازمان میراث فرهنگی استان سمنان نگهداری می‌شود. در سال ۱۳۵۷ خورشیدی و در بحبوحهٔ انقلاب، قاچاقچیان میراث فرهنگی تصمیم داشتند آن را از کشور خارج کنند که خوشبختانه موفق نشدند. این ضریح نفیس منبّت و معرّق‌کاری شده به ابعاد ۲۵۰ × ۹۳ سانتی‌متر و با ارتفاع ۱۲۰ سانتی‌متر دارای کتیبه‌هایی منبت‌کاری شده مربوط به سال ۸۵ هـ.ق. می‌باشد. دیواره‌های اطراف به صورت هندسه نقوش، شمسه، پنج‌ضلعی‌های منتظم و اسلیمی کار شده‌است. چوب‌های دور شمسه‌ها و حواشی رنگ‌شده می‌باشد. حاشیه‌ها نیز اسلیمی کار شده‌است.
در دیوارهٔ این ضریح نوشته شده است: «هذا روضـæ الانوار و مخزن الاسرار حضرت العلیه العالیه، مهبط فیضان القدسیه مواهب الربانی سرالله فی الارض، وارث علوم الانبیاء و المرسلین، کاشف الدقایق هادی الخلایق، امیر تاج الحق والملّه و الدّنیا و الدّین الحسینی قدّس سره و انا الله برهانه وصلی الله الی جوار تعالی فی اربع ربیع الاول سبع و خمسه و ثمانیه.»
«اللهم صل علی محمد المصطفی و صل علی علی المرتضی و حسن الرضا و الحسین الشهید بکربلا و علی زین العابدین و محمد الباقر و جعفر صادق و موسی الکاظم و علی الموسی الرضا و محمد التقی و علی النقی و حسن العسکری و حجه القائم الامام محمد المهدی صلوات الله علیهم اجمعین.»
هم‌چنین نوشته شده است: عمل استاد عبدالشاه شرف سمنانی سال ۸۵۷ هـ.ق. در حاشیه این ضریح در چهار طرف سوره فتح کنده‌کاری شده‌است.
روی ضریح قطعهٔ چوبی به ابعاد ۵۲×۲۰۰ سانتی‌متر با ارتفاع ۳۰ سانتی‌متر با حواشی پایینی به شکل هندسه نقوش و معرق‌کاری شده می‌باشد، در قسمتی از آن استخوان جاسازی شده‌است.
در بالای ضریح نیز یک ردیف نقوش هندسی و در بالای آن به صورت نقوش اسلیمی وجود دارد. در قسمت بالای ضریح یک کتیبه به خط کوفی بنایی با عبارت محمد و علی به شکل قرینه به چشم می‌خورد.